# Piotr Andrzej Kossakowski
Piotr Andrzej Kossakowski herbu Ślepowron (zm. w 1693 roku) – chorąży wołyński w latach 1681-1693, podczaszy wołyński w latach 1680-1681, cześnik wołyński w latach 1657-1680.
Poseł sejmiku łuckiego na sejm nadzwyczajny (abdykacyjny) 1668 roku. Był elektorem Michała Korybuta Wiśniowieckiego z województwa wołyńskiego w 1669 roku.
Poseł sejmiku wołyńskiego na sejm 1677 roku, sejm 1681 roku, sejm 1683 roku, sejm zwyczajny 1688 roku, sejm 1690 roku.